# George Burns (baseballista)
George Henry Burns (ur. 31 stycznia 1893, zm. 7 stycznia 1978) – amerykański baseballista, który występował na pozycji pierwszobazowego przez 16 sezonów w Major League Baseball.
W MLB zadebiutował 14 kwietnia 1914 jako zawodnik Detroit Tigers. W marcu 1918 przeszedł do New York Yankees, jednak jeszcze tego samego dnia został oddany do Philadelphia Athletics za 6 tysięcy dolarów. W sezonie 1918 zaliczył najwięcej uderzeń (178) i wszystkich baz ogółem (236). 29 maja 1920 został sprzedany za 10 tysięcy dolarów do Cleveland Indians. W tym samym roku wystąpił w pięciu meczach World Series, w których Indians pokonali Brooklyn Robins 5–2 (grano wówczas w systemie best-of-nine). W grudniu 1921 w ramach wymiany zawodników przeszedł do Boston Red Sox.
18 kwietnia 1923 został pierwszym baseballistą, który zaliczył uderzenie na nowo wybudowanym Yankee Stadium, zaś 14 września 1923 w spotkaniu z Cleveland Indians jako trzeci zawodnik w historii MLB rozegrał unassisted triple play. W styczniu 1924 w ramach kolejnej wymiany przeszedł do Cleveland Indians. W sezonie 1926 zaliczając w American League najwięcej uderzeń (216) i double'ów (64) oraz ze średnią uderzeń 0,358 (5. wynik w lidze), zaliczając 115 RBI (3. wynik w lidze) i 145 single'ów (3. wynik w lidze), został wybrany najbardziej wartościowym zawodnikiem. Występował jeszcze w New York Yankees i Philadelphia Athletics; w 1929 wystąpił w jednym meczu World Series, w których Athletics pokonali Chicago Cubs 4–2.
W późniejszym okresie był między innymi grającym menadżerem w zespołach Minor League Baseball, a także zastępcą szeryfa w Hrabstwie King w latach 1947–1968. Zmarł 7 stycznia 1978 w wieku 84 lat.

## Nagrody i wyróżnienia
- MVP American League (1926)[8]
- 2-krotny zwycięzca w World Series (1920, 1929)[3][9]